# Język karaimski
Język karaimski (karaim. karaj tili, qaray tili / къарай тили) – język z kipczackiej grupy języków tureckich, którym posługują się Karaimi zamieszkujący Litwę (głównie miasta Troki i Wilno), Krym i Polskę.

## Zarys historii języka
Język karaimski dzielony jest tradycyjnie na dwie grupy: wschodnią (na Krymie) i zachodnią z dialektami trocko-wileńskim i łucko-halickim. Wspomniane dwa dialekty z grupy zachodniej zachowały wiele cech archaicznych, świadczących o kipczackim pochodzeniu języka. Na karaimski bardzo silny wpływ miał krymskotatarski, a także osmański. Różnice historyczne są głównym powodem rozróżnienia między wschodnio- a zachodniokaraimską odmianą języka. Nigdy się też nie wykształcił wspólny karaimski język literacki.
Jeden z ważniejszych powodów zachowania się wielu archaicznych cech (przede wszystkim w leksyce i morfologii) języka pisanego, a mianowicie odizolowanie języka karaimskiego od reszty języków tureckich poprzez otoczenie słowiańskie, był zarazem czynnikiem powodującym daleko idące zmiany w składni i po części w słownictwie języka potocznego Karaimów łucko-halickich i litewskich.

## Piśmiennictwo karaimskie
Już w XV i XVI wieku karaimski był używany w liturgii i korespondencji, a w końcu XVI wieku powstały najstarsze zachowane utwory poetyckie (treny i pijutim), między innymi autorstwa Izaaka syna Abrahama z Trok (1525–1585). Spośród twórców tworzących po karaimsku w XX wieku wymienić można Szymona Kobeckiego, Aleksandra Mardkowicza i Szymona Firkowicza.
Do utrwalania tekstów w języku karaimskich używano w różnych okresach aż trzech alfabetów: hebrajskiego, cyrylicy oraz łacińskiego. Pierwszym systemem używanym przez Karaimów do zapisu swego języka ojczystego było pismo hebrajskie, znane temu narodowi zapewne już od czasu przyjęcia religii karaimskiej. Alfabet hebrajski posłużył Karaimom do utrwalenia zdecydowanej większości tekstów sakralnych. Praktyka taka przetrwała aż do lat 20. XX wieku, nigdy jednak nie istniały jednolite zasady ortograficzne, które przystosowałyby pismo hebrajskie do specyfiki języka karaimskiego. Z tego względu pisownia tekstów była niezwykle niekonsekwentna, nawet w obrębie konkretnego rękopisu. Na przełomie XIX i XX wieku pismo hebrajskie zaczęło być wypierane przez cyrylicę oraz alfabet łaciński. Zapis cyrylicą rozpowszechniał się od roku 1904, kiedy w Kijowie wydany został tom wierszy Szymona Kobeckiego pt. Ирларъ (Irłar). Cyrylicy używali powszechnie Karaimi na Krymie oraz w Litewskiej SRR.
W latach międzywojennych w Polsce rozpowszechniło się użycie ortografii opartej na pisowni polskiej (używano znaków ch, cz, ć, dz, dź, ł, ń, sz, ś, w, y, ż, ź) uzupełnionej o znaki specjalne (ö, ü, ť, ď). Była stosunkowo regularna, chociaż istniały trzy sposoby zapisu zmiękczonej głoski k w pozycji przed e: zmiękczenie zaznaczano albo apostrofem (np. k’ez ‘oko’ w dialekcie południowo-zachodnim), albo literą i (tak, jak w ortografii polskiej; np. kiez ‘oko’), albo nie zaznaczając zmiękczenia wcale (np. kez ‘oko’). Po uzyskaniu przez Litwę niepodległości zmodyfikowano ten alfabet na wzór litewskiego (m.in. wprowadzono litery č, ė, š, v, ž), zachowując elementy pisowni polskiej (np. litery ch, ń, ś, ź), oraz wprowadzono znak ľ. Rzadziej funkcjonuje jednak system oparty wyłącznie na polskiej ortografii, więc nie istnieje żaden spójny system ortograficzny do północnej odmiany zapisu języka karaimskiego.

## Współczesna sytuacja języka
Nie istnieje jednolity, ponadregionalny standard języka karaimskiego, toteż osoba używająca tego języka posługuje się zawsze jednym z jego dialektów, pozbawionych kodyfikacji. Występujące na terytorium Ukrainy dwa z trzech wariantów dialektalnych języka karaimskiego, łucko-halicki oraz krymski, uznać należy obecnie za wymarłe bądź pozostające na granicy wymarcia, gdyż umiejętność posługiwania się nimi ograniczona jest do niewielkiej, najwyżej kilkunastoosobowej grupy osób w podeszłym wieku i nie są one przekazywane młodszym pokoleniom. Niemniej jednak w trakcie przeprowadzonego na Ukrainie w 2001 roku spisu powszechnego język karaimski podało jako swój język ojczysty 72 mieszkańców tego kraju.
Język karaimski przetrwał więc w zasadzie tylko w swym wariancie trockim (trocko-wileńskim). Osoby posiadające czynną znajomość tego dialektu zamieszkują obecnie w granicach Polski i Litwy. W trakcie badań przeprowadzonych w 2003 roku znajomość karaimskiego deklarowało 97 mieszkańców Litwy (w tym 28 osób zarówno w mowie, jak i piśmie) oraz 28 osób w Polsce (w tym 11 osób znało ten język zarówno w mowie, jak i w piśmie).

## Przykład użycia
| Tekst karaimski | Tekst polski |
| --- | --- |
| Har bir kiszi tijiszli azłychka bołałat emin kiuwiuńlańmia tijiszlimie oł kiszi kibik jome azłychka, a sajłamach andi hiem fajdałanmach bajłanhan bu sajłamachbe bu kiertilikni tartmyt andan nietikli tanuwczu iszlar. | Każda osoba należąca do mniejszości ma prawo do swobodnej decyzji o traktowaniu jej jako osoby należącej bądź też nienależącej do mniejszości, a wybór taki lub korzystanie ze związanych z tym wyborem praw nie pociąga za sobą żadnych niekorzystnych skutków. |